# Hamptjärnen (Lövångers socken, Västerbotten, 716575-176994)
Hamptjärnen är en sjö i Skellefteå kommun i Västerbotten och ingår i Bureälven-Mångbyåns kustområde.